# Nuevo Málzaga
Nuevo Málzaga är en ort i Mexiko.   Den ligger i kommunen Santa María Jacatepec och delstaten Oaxaca, i den sydöstra delen av landet, 400 km sydost om huvudstaden Mexico City. Nuevo Málzaga ligger 84 meter över havet och antalet invånare är 484.
Terrängen runt Nuevo Málzaga är varierad. Runt Nuevo Málzaga är det ganska glesbefolkat, med 24 invånare per kvadratkilometer. Närmaste större samhälle är San Antonio las Palmas, 17,2 km sydväst om Nuevo Málzaga. I omgivningarna runt Nuevo Málzaga växer i huvudsak städsegrön lövskog.